# Михайлівська сільська рада (Білоцерківський район)
| Михайлівська сільська рада — орган місцевого самоврядування у Білоцерківському районі Київської області з адміністративним центром у с. Михайлівка. Історична дата утворення: в 1939 році. Сільській раді підпорядковані населені пункти: - с. Михайлівка - с. Вербова |

## Склад ради
Рада складається з 12 депутатів та голови.

### Керівний склад ради
| ПІБ                   | Основні відомості                                            | Дата обрання | Дата звільнення |
| --------------------- | ------------------------------------------------------------ | ------------ | --------------- |
| Яценко Ніна Василівна | Сільський голова, 1966 року народження, освіта, позапартійна | 26.03.2006   | 31.10.2010      |

Примітка: таблиця складена за даними джерела